# Ned$kärning
Ned$kärning är en svensk kortfilm från 1997 regisserad av Micke Engström.

## Handling
Filmen beskriver ett framtida Sverige där pengar är det enda som räknas. En svart satir om lönsamhet, ekonomisk effektivitet och nedskärningar. 

## Om filmen
Filmen hade premiär den 1 februari 1997 vid Göteborg International Film Festival. Tvpremiär på SVT kanal 1, den 9 januari 1999.
| Nedskärning |                             |
| Sänt:       | 1999-01-09 20.50-21.00 SVT1 |

## Rollista
- Peter Lundin – luffaren
- Anna Köhler – kvinnan
- Björn Hasselgren – konsulenten
- Teoman Altintasli – terminatorn

### Webbkällor
- Ned$kärning på Svensk Filmdatabas
- Ned$kärning på Internet Movie Database (engelska)